# 2 ryk og en aflevering
2 ryk og en aflevering er en dansk film fra 2003, instrueret af Aage Rais, med manuskript af Jesper Wung-Sung og Aage Rais efter førstnævntes novelle af samme navn. Filmen omhandler fodbold, drenge, piger og den vanskelige teenager-tid.

## Medvirkende
Blandt de medvirkende – udover en masse børn og unge mennesker – kan nævnes:
- Cyron Melville
- Niels Ellegaard
- Ann Eleonora Jørgensen
- Jacob Krarup
- Marie Bach Hansen
- Esben Smed
- Lea Baastrup Rønne
- Joakim Kruse
- Anni Bjørn
- Mikkel Bay Mortensen
- Ina Centio
- Sven Ole Schmidt
- Henning Olesen
- Mette Mai Langer
- Henrik Vestergaard